# Tipula (Nippotipula) metacomet
Tipula (Nippotipula) metacomet is een tweevleugelige uit de familie langpootmuggen (Tipulidae). De soort komt voor in het Nearctisch gebied.